# سیکلونونان
سیکلونونان (به انگلیسی: Cyclononane) یک ترکیب شیمیایی است. و جرم مولی آن ۱۲۶٫۲۳۹٫۲ می‌باشد. 